# Deluxe Paint

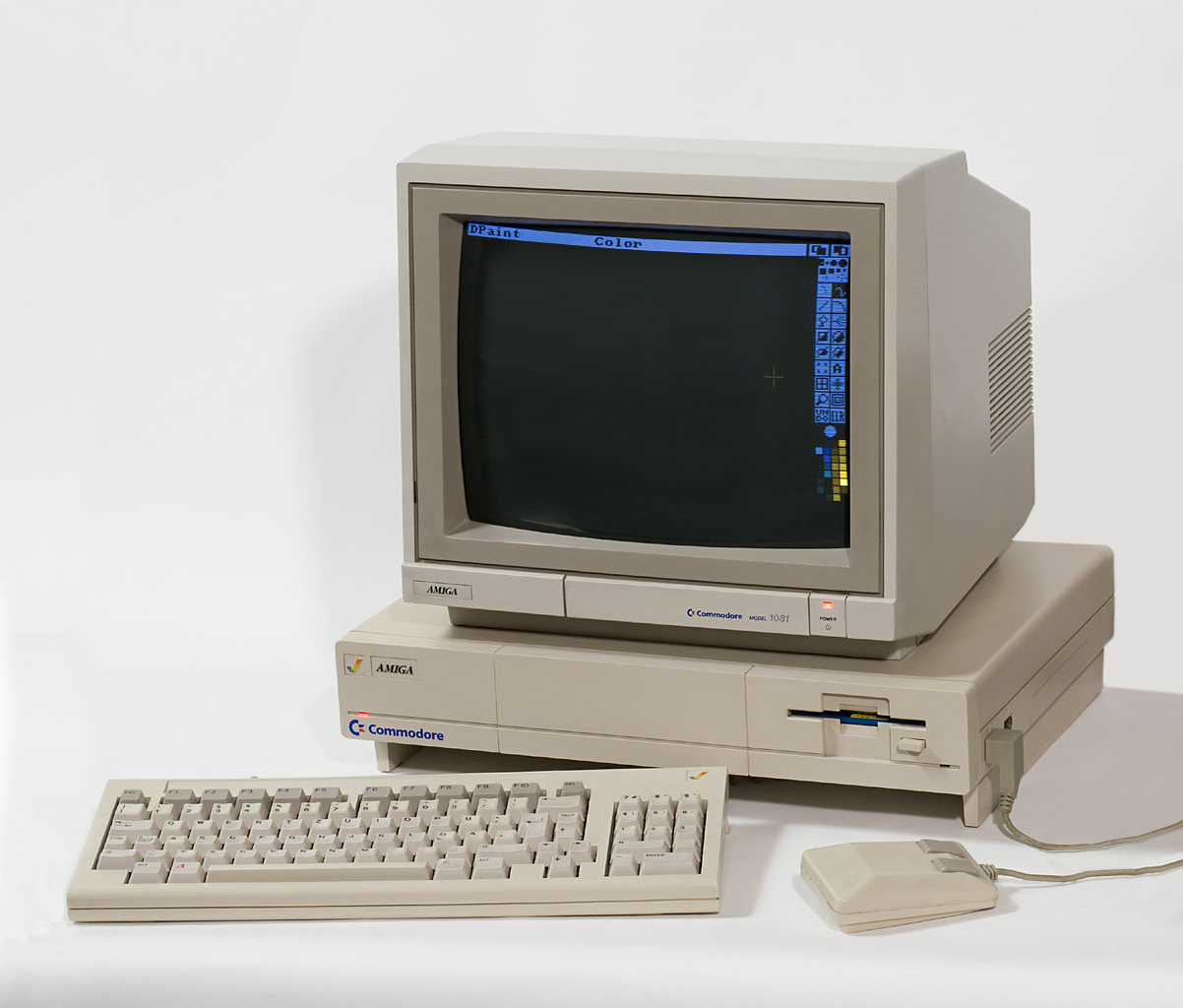
Amiga 1000 ejecutando Deluxe Paint 3.0.

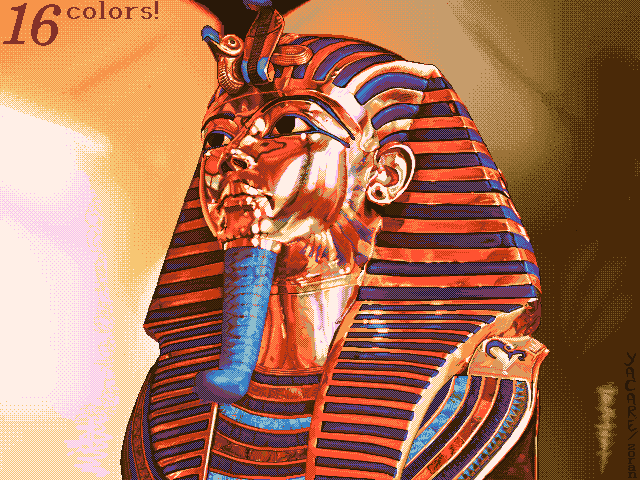
Dibujo realizado en Deluxe Paint con 16 colores.

Deluxe Paint (DPaint) es un programa de dibujo de imágenes de mapas de bits creado por Dan Silva para Electronic Arts (EA). La versión original fue creada para los ordenadores Commodore Amiga y lanzada en noviembre de 1985. Su versión 2 fue portada a otras plataformas (no así las versiones posteriores 3, 4 y 5), pero fue sólo en Amiga, donde la aplicación obtuvo el estatus de aplicación estrella, es decir, de ser una aplicación tan útil que la gente compraba dicho ordenador solo por el programa.
Deluxe Paint se creó como herramienta interna de desarrollo de gráficos de nombre Prism utilizada por EA. A medida que Silva fue añadiendo más características a Prism, empezó a disponer de potencial comercial. Cuando el Amiga empezó a venderse en el año 1985, el DPaint rápidamente lo siguió. En poco tiempo fue aceptado por la comunidad de usuarios de Amiga y llegó a ser el editor de gráficos estándar para dicha plataforma. Más tarde, el fabricante de Amiga, Commodore International, firmó con EA para incorporar el programa (y sus posteriores versiones 2, 3, 4 y 5) en todos los Amiga salidos de fábrica. Dicho acuerdo duró hasta la bancarrota de Commodore en 1994.
Con el desarrollo del Deluxe Paint, EA introdujo el estándar IFF, el cual permitía encapsular gráficos, textos, animaciones, sonidos y cualquier tipo de datos en un único contenedor. Para los gráficos se usó el ILBM, el cual fue comúnmente usado en Amiga, pero nunca obtuvo la misma aceptación en otras plataformas. DPaint permite almacenar los gráficos como una imagen completa o como brochas (con la extensión .brush en su versión Amiga).
Deluxe Paint fue utilizado por múltiples casas de videojuegos para hacer los gráficos (independientemente de la plataforma) desde finales de los 80 hasta principios de los 90. Por ejemplo Lucasarts lo usó para hacer los gráficos de sus aventuras gráficas, como el juego Monkey Island. También se utilizó en clásicos como Wolfenstein 3D, Eye of the Beholder, Dark Seed o Another World.
Hubo cierta controversia legal sobre las imágenes creadas por el programa en sus primeras versiones. EA argumentaba que los derechos de copyright sobre las imágenes creadas con su software debían ser de su propiedad, puesto que el copyright del programa en sí mismo era suyo. El tribunal determinó, sin embargo, que ellos no eran propietarios de los derechos de los trabajos creados con el programa. Si lo fueran, los desarrolladores de compiladores y otros programas podrían reclamar sus derechos sobre lo creado con sus productos (y por extensión, los fabricantes de papel y lápices podrían reclamar su derechos de cualquier libro escrito con sus herramientas). 
El código fuente de la versión 1.0 fue abierto para su consulta y está disponible en el Computer History Museum.